# Francouzské Baskicko

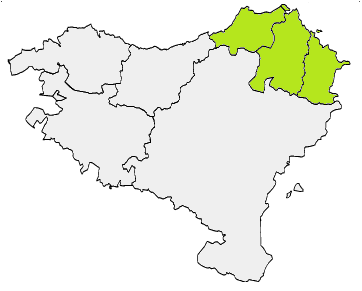
zeleně vyznačeny 3 historické regiony tvořící Francouzské Baskicko

Francouzské Baskicko, též Severní Baskicko (baskicky Iparralde, francouzsky Pays basque français, španělsky País Vasco francés) je území nacházející se v západní části francouzského departementu Pyrénées-Atlantiques. Je součástí širšího území Baskicka, které zasahuji i do Španělska. Sestává ze tří historických regionů:
- Dolní Navarra (Nafarroa Beherea)
- Lapurdie (Lapurdi)
- Soule (Zuberoa)

V roce 2017 byla ustanovena tzv. Communauté d'agglomération du Pays Basque (volný český překlad Baskické společenství aglomerace), která je téměř totožná s vymezením historického baskického území ve Francii. Sestává ze 158 obcí, její rozloha je 2967 km² a počet obyvatel přibližně 315 000. Největším městem a správním střediskem je Bayonne.
Baskicky mluví 20,5% zdejší populace, dalších 9,3% obyvatelstva se považuje za pasivní uživatele baskičtiny (rozumí jí, ale nemluví jí).